# Jorge Soto Prieto
Jorge Carlos Soto Prieto(México, Chihuahua, 28 de junio de 1978),  es un político mexicano, miembro del Partido Acción Nacional que actualmente es diputado local al Congreso de Chihuahua.

## Biografía
Es hijo del Ingeniero minero Jorge Luis Soto y de María del Refugio Prieto, quien fuera Regidora por el Partido Acción Nacional en el Ayuntamiento de Chihuahua durante el periodo 2010 - 2013. Jorge estudió la Licenciatura en Finanzas en el Instituto Tecnológico y de Estudios Superiores de Monterrey (ITESM) y  una Maestría en Alta Dirección de Empresas por el Instituto Panamericano de Alta Dirección de Empresa (IPADE).
Fue Regidor en el Ayuntamiento de Chihuahua en el periodo 2001 - 2004 durante la administración de Jorge Barousse Moreno y Alejandro Cano Ricaud y también fue consultor del Instituto Nacional de Transparencia, Acceso a la Información y Protección de Datos Personales en el año 2005 y en 2007 fue director de Asistencia Técnica y Desarrollo Regional en el Gobierno Federal durante el sexenio de Felipe Calderón Hinojosa.
Dentro de la Iniciativa Privada fue director del Grupo Hidroponía El Silencio , una empresa agrícola dedicada a la producción de tomate orgánico de exportación con más de 30 hectáreas protegidas dentro de invernaderos de alta tecnología.
En 2016 fue elegido diputado local por el Distrito XV con cabecera en el municipio de Chihuahua, Chihuahua para ocupar el cargo en la LXV Legislatura del 2016 a 2018 del Congreso del Estado de Chihuahua. Fue Presidente de la Comisión de Fiscalización, Presidente de la Comisión Especial Anticorrupción y Presidente de la Comisión Especial de Jurisdiccional, en donde, en colaboración con integrantes de las diferentes comisiones.
En febrero de 2018 Soto Prieto solicitó su registro como candidato para la reelección y en julio de 2018 resultó reelecto como diputado para la LXVI Legislatura. Posteriormente, en 2021, fue nombrado subsecretario de ingresos del gobierno de Chihuahua, para después pasar a ser coordinador de Desarrollo Municipal, ambos cargos en la gestión de María Eugenia Campos Galván.
En 2024, Soto fue registrado como candidato a diputado del Congreso de Chihuahua por la vía de la representación proporcional, resultando elegido al cargo para formar parte de la LXVIII Legislatura entre 2024 y 2027.